# Pont du Moulin Fabry
Le pont du Moulin Fabry est un pont routier et piéton sur l'Allondon situé à la frontière entre le canton de Genève et le département de l'Ain.

## Localisation
Le pont du Moulin Fabry est le premier pont le plus en amont de l'Allondon lors de son entrée en Suisse. À cet endroit, le centre de la rivière marque la frontière entre les deux pays.
Reliant la commune française de Thoiry et celle de Satigny, il tient son nom du hameau de Moulin Fabry, sur la rive suisse, sensiblement à la même hauteur que le pont lui-même nommé ainsi en référence au moulin à aubes qui existait dans la région dès 1328. Entre le pont et le hameau, la route passe au-dessus du bief du Moulin de Fabry qui conflue de l'Allondon quelques mètres en amont du pont.
Il n'y a pas de bureau de douane sur le pont qui est interdit à la circulation et fermé par une simple barrière.